# 張星唯
張星唯，生於臺灣臺中，臺灣音樂詞曲創作人、女歌手、女演員。

## 經歷
2011年，簽入華特唱片，2014年以臺灣女創作歌手之姿入圍盛妝亞洲女歌手獎TOP5。2015年發行首張全創作專輯「與愛共有」及同名文字寫真書，2016年發行第二張全創作專輯「冰封愛戀」及同名微電影」。2018年發行第三張創作專輯「一個人在愛裏孤單」。
2019年起，與華特唱片約滿之後，除持續進行詞曲創作及籌備唱片之外，傾注更多精力於詞曲作品的累積，除了為中國音教聯盟填詞、譜曲、演唱的「音教聯盟/因你而聚」單曲外，與前東家華特唱片持續以詞曲創作人身份合作，寫下許多台語歌曲作品。2019年蔡秋鳳專輯「巷仔口」八點檔砲仔聲片尾曲以及2020年洪榮宏「腳步慢慢」專輯、2022年黃妃「回想」專輯，皆採用張星唯詞、曲創作作品為首波主打歌曲。2020年成為大陸騰訊簽約音樂人、詞曲創作人。

## 音樂作品

### 個人專輯[5]
| 發行時間      | 名稱             | 發行公司     | 曲目 | 補充       |
| ------------- | ---------------- | ------------ | --- | ---------- |
| 2015年9月17日 | 與愛共有         | 華特國際音樂 | 曲目 1. 與愛共有 2. 箇中滋味 3. 傷心的冬季 4. 我不愛了 5. 反覆受傷 6. 讓人費解 7. 彼岸的愛 8. 如果愛 9. 我一個人走 10. 未滿的愛情                             | 全創作專輯 |
| 2016年11月4日 | 冰封愛戀         | 華特國際音樂 | 曲目 1. 愛是否願意 2. 愛我真的不難 3. 擦身而過 4. 沉默的眼淚為誰流 5. 冰封愛戀 6. 空缺 7. 想你在每個有你的地方 8. 最深愛的最寂寞 9. 憂傷的歌 10. 愛在城市的雨 | 全創作專輯 |
| 2018年11月7日 | 一個人在愛裡孤單 | 華特國際音樂 | 曲目 1. 過了某個轉角路口 2. 一個人在愛裡孤單 3. 懂了以後 4. 傘下 5. 人生渡口 6. 寂寞荒蕪 7. 難得忐忑 8. 心內一句話 9. 你是我的夢 10. 懷念媽媽                 | 創作專輯   |

### EP
| 發行日期 | 專輯名   | 發行 |
| 2011年   | 愛不嫌晚 |      |

### 書籍出版
| 發行日期 | 作品名稱               | 發行           |
| 2013年   | 那兒女孩寫真書         | 林奇遊數位視覺 |
| 2015年   | 與愛共有專輯同名寫真書 | 華特國際音樂   |

### 其他創作作品
| 年份            | 演唱人 | 專輯           | 作品               | 備註                          |
| 2019年          | 張星唯 | 數位單曲       | 音教聯盟/因你而聚  | 作曲、作詞                    |
| 2019年9月       | 蔡義德 | 勇敢向前行     | 勇敢向前行         | 作曲、作詞                    |
| 2019年10月      | 蔡秋鳳 | 巷仔口         | 巷仔口             | 作曲、作詞                    |
| 2019年10月      | 蔡秋鳳 | 巷仔口         | 女人路             | 作曲、作詞                    |
| 2019年10月      | 蔡秋鳳 | 巷仔口         | 孤單的情歌         | 作曲、作詞                    |
| 2019年10月      | 蔡秋鳳 | 巷仔口         | 黃昏的車站         | 作曲、作詞                    |
| 2019年7月       | 陳有娜 | 麥擱甲我擋     | 作夢也是甜         | 作曲、作詞                    |
| 2019年9月       | 麗蓉   | 風雨笑阮憨     | 夜半月靜           | 作曲、作詞                    |
| 2020年          | 張星唯 | 數位單曲       | 愛讓我們很快會回來 | 作曲、作詞                    |
| 2020年1月       | 蔡以真 | 以真女人       | 咱講女人           | 作曲、作詞                    |
| 2020年1月       | 蔡以真 | 以真女人       | 無聲無念           | 作曲、作詞                    |
| 2020年5月       | 謝莉婷 | 野花望露       | 一個人的心聲       | 作曲、作詞                    |
| 2020年5月       | 謝莉婷 | 野花望露       | 乎我一擺幸福       | 作曲、作詞                    |
| 2020年5月       | 謝莉婷 | 野花望露       | 一夜孤單           | 作曲、作詞                    |
| 2020年5月       | 洪榮宏 | 腳步慢慢       | 腳步慢慢           | 作曲、作詞                    |
| 2020年7月       | 陳有娜 | 來去唱卡拉     | 月娘的所在         | 作曲、作詞                    |
| 2020年7月       | 陳有娜 | 來去唱卡拉     | 想袂曉的代誌       | 作曲、作詞                    |
| 2020年7月       | 陳有娜 | 來去唱卡拉     | 後一站的幸福       | 作曲、作詞                    |
| 2020年7月       | 陳有娜 | 來去唱卡拉     | 再見以後           | 作曲、作詞                    |
| 2020年7月       | 陳有娜 | 來去唱卡拉     | 消失的時間         | 作曲、作詞                    |
| 2020年9月       | 麗蓉   | 昨暝的雨       | 聽我講             | 作曲、作詞                    |
| 2020年9月       | 麗蓉   | 昨暝的雨       | 漸漸我             | 作曲、作詞                    |
| 2020年9月       | 麗蓉   | 昨暝的雨       | 畫中伴影           | 作曲、作詞                    |
| 2020年10月      | 蔡秋鳳 | 鏡中女人花     | 思念有你           | 作曲、作詞                    |
| 2021年3月       | 蔡以真 | 真女人         | 祝福你             | 作曲、作詞                    |
| 2021年3月       | 蔡以真 | 真女人         | 不知是何時         | 作曲、作詞                    |
| 2021年3月       | 蔡以真 | 真女人         | 相信               | 作曲、作詞                    |
| 2021年3月       | 蔡以真 | 真女人         | 說好的             | 作曲、作詞                    |
| 2021年5月       | 洪榮宏 | 惜你每一天     | 一雙舊皮鞋         | 作曲、作詞                    |
| 2021年5月       | 方千玉 | 多情海         | 風吹飛啊飛         | 作曲、作詞                    |
| 2021年5月       | 方千玉 | 多情海         | 世界的窗           | 作曲、作詞                    |
| 2021年5月       | 方千玉 | 多情海         | 就按呢             | 作曲、作詞                    |
| 2021年5月       | 方千玉 | 多情海         | 親親               | 作曲、作詞                    |
| 2021年5月       | 方千玉 | 多情海         | 夜不說再見         | 作曲、作詞                    |
| 2021年12月      | 黃妃   | 無閂           | 愛作夢的貓         | 作曲、作詞                    |
| 2021年12月      | 黃妃   | 無閂           | 相片               | 作曲、作詞                    |
| 2022年3月       | 麗蓉   | 春天一聲雷     | 知影無             | 作曲、作詞                    |
| 2022年3月       | 麗蓉   | 春天一聲雷     | 風吹來             | 作曲、作詞                    |
| 2022年3月       | 麗蓉   | 春天一聲雷     | 放手               | 作曲、作詞                    |
| 2022年3月       | 麗蓉   | 春天一聲雷     | 雨來時             | 作曲、作詞                    |
| 2022年4月       | 蔡以真 | 為愛受傷的女人 | 孤味人生           | 作曲、作詞                    |
| 2022年4月       | 蔡以真 | 為愛受傷的女人 | 等不到天暗         | 作曲、作詞                    |
| 2022年5月       | 方千玉 | 歡喜乾杯       | 一個人的旅途       | 作曲、作詞                    |
| 2022年5月       | 方千玉 | 歡喜乾杯       | 小日子             | 作曲、作詞                    |
| 2022年5月       | 方千玉 | 歡喜乾杯       | 非不快樂           | 作曲、作詞                    |
| 2022年5月       | 方千玉 | 歡喜乾杯       | 然後呢             | 作曲、作詞                    |
| 2022年12月      | 黃妃   | 回想           | 回想               | 作詞：張星唯 作曲：林從胤     |
| 2022年12月      | 黃妃   | 回想           | 真心到底           | 作曲、作詞                    |
| 2022年12月      | 黃妃   | 回想           | 黃昏的思念         | 作曲、作詞                    |
| 2022年12月      | 黃妃   | 回想           | 是啥在飛           | 作曲、作詞                    |
| 2023年1月       | 陳子賢 | 錯過           | 一支老吉他         | 作曲、作詞                    |
| 2023年3月       | 方千玉 | 酒是咱的朋友   | 莫明其妙           | 作曲、作詞                    |
| 2023年3月       | 方千玉 | 酒是咱的朋友   | 忐忑太傻           | 作曲、作詞                    |
| 2023年3月       | 方千玉 | 酒是咱的朋友   | 失約               | 作曲、作詞                    |
| 2023年3月       | 俞均   | 邊城人事       | 邊城人事           | 作曲、作詞 制作人、配唱制作人 |
| 2023年3月       | 麗蓉   | 台北夢         | 放袂離的愛         | 作曲、作詞                    |
| 2023年3月       | 麗蓉   | 台北夢         | 念伊               | 作曲、作詞                    |
| 2023年5月       | 蔡以真 | 若無真心       | 予啥人的歌         | 作曲、作詞                    |
| 2023年5月       | 蔡以真 | 若無真心       | 彼暝月光           | 作曲、作詞                    |
| 2023年12月      | 黃妃   | 十八般武藝     | 以為               | 作曲、作詞                    |
| 2023年12月      | 黃妃   | 十八般武藝     | 等待               | 作曲、作詞                    |
| 2023年12月      | 黃妃   | 十八般武藝     | 亭仔腳             | 作曲、作詞                    |
| 2024年1月       | 方千玉 | K歌第一名      | 故事啥人的         | 作曲、作詞                    |
| 2024年1月       | 方千玉 | K歌第一名      | 有你陪伴           | 作曲、作詞                    |
| 2024年1月       | 方千玉 | K歌第一名      | 很多年以後         | 作曲、作詞                    |
| 2024年1月       | 方千玉 | K歌第一名      | 只想這樣陪著你     | 作曲、作詞                    |
| 2024年4月       | 麗蓉   | 斷翅的愛       | 那會按呢           | 作曲、作詞                    |
| 2024年4月       | 麗蓉   | 斷翅的愛       | 安靜               | 作曲、作詞                    |
| 2024年5月       | 蔡以真 | 心頭鎖         | 無暝的夜           | 作曲、作詞                    |
| 2024年5月       | 蔡以真 | 心頭鎖         | 又是一工           | 作曲、作詞                    |
| 2024年5月       | 蔡以真 | 心頭鎖         | 時間的背影         | 作曲、作詞                    |
| 2024年10月      | 蔡多多 | 多多愛你       | 一句我愛你         | 作曲、作詞                    |
| 2024年10月      | 蔡多多 | 多多愛你       | 我佮意             | 作曲、作詞                    |
| 2024年10月      | 蔡多多 | 多多愛你       | 愛的泡泡           | 作曲、作詞                    |
| 2024年10月      | 蔡多多 | 多多愛你       | 到有風的地方       | 作曲、作詞                    |
| 2024年12月 數位 | 黃妃   | 青花姐仔       | 幾落冬             | 作曲、作詞                    |
| 2025年1月 實體  | 黃妃   | 青花姐仔       | 一思一念           | 作曲、作詞                    |
| 2025年1月 實體  | 黃妃   | 青花姐仔       | 你是我的人         | 作曲、作詞                    |

## 得獎/入圍
- 2014年 盛裝亞洲 歌手獎 TOP5
- 2016年 盛妝亞洲 歌手獎 獲獎

## 電視劇
- 2000年：大愛《隨緣》
- 2001年：大愛《美麗人生》
- 2002年：大愛《智慧花開》
- 2002年：大愛《金三師伯》
- 2004年：大愛《七輩婦》
- 2005年：大愛《人生旅程》
- 2006年：大愛《嫁妝一牛車》
- 2006年：大愛《牽手天涯》
- 2014年：微電影金鐘劇《神偶的孩子》

## 電影
- 2014年：微電影《美麗故事》
- 2014年：綠光劇團《百味人生》
- 2016年：音樂微電影《冰封愛戀》

## 廣告代言
- 2014年：民豐車業RF-Design年度代言
- 2015年：巴索鮮釀啤酒年度代言[21]

## 外部連結
- 張星唯 EST的Facebook專頁